# KOPW Championship
El KOPW Championship (Campeonato KOPW, en español), fue un campeonato de lucha libre profesional perteneciente a New Japan Pro-Wrestling (NJPW). KOPW corresponde a la abreviatura de "King Of Pro-Wrestling". 
El campeonato sigue una fórmula no tradicional: no tiene un cinturón que represente el título y solo un luchador por año es reconocido como campeón. En cambio, primero se determina un "campeón provisional"; durante el año, el campeón provisional debe defender su título provisional, potencialmente perdiéndolo ante otro luchador que debe defenderlo de manera similar. Finalmente, se lleva a cabo una defensa final del título al final del año, y el ganador de esa lucha es reconocido oficialmente como el Campeón KOPW de ese año y gana el Trofeo KOPW. Además, en contraste con el fuerte enfoque de NJPW en las luchas tradicionales, los combates por el título se centran exclusivamente en estipulaciones no regulares. Cada uno de los luchadores involucrados en una lucha por el título propondrá una estipulación, y los fanáticos votarán para seleccionar cuál de esas estipulaciones seguirá la lucha. 
El título fue creado por Kazuchika Okada, quien lo presentó durante una conferencia de prensa el 28 de julio de 2020. El primer Campeón KOPW provisional se determinó el 29 de agosto de 2020, en el evento Summer Struggle in Jingu donde Toru Yano derrotó a Kazuchika Okada, El Desperado y Sanada en un Four-Way Match, convirtiéndose finalmente en el campeón inaugural oficial el 23 de diciembre de 2020.

## Concepto
El título está inactivo al comienzo de un nuevo año. En algún momento posterior, se determina un campeón provisional, el cual NJPW no reconoce como un campeón real. Durante el resto del año, el campeón provisional deberá defender el título contra contendientes; si falla, se corona un nuevo campeón provisional, y de manera similar debe defender el título contra nuevos contendientes. En algún momento cercano al final del año, se lleva a cabo una lucha por el título final; el ganador de esa lucha es reconocido como el Campeón KOPW de ese año y recibe el Trofeo KOPW.
Si bien NJPW se ha centrado históricamente en luchas tradicionales (ya sea en clásicas luchas indiviuales o en luchas por equipos sin estipulaciones especiales), los combates por el Campeonato KOPW se centrarán exclusivamente en estipulaciones no regulares, como luchas con más de dos competidores individuales al mismo tiempo, dos de tres caídas, ladder matches o steel cage matches. Cada uno de los participantes de las luchas por el campeonato puede proponer una estipulación, y los aficionados votarán para seleccionar qué estipulación seguirá la lucha.
A pesar de su concepto único, KOPW es reconocido como un campeonato real (y no como un torneo u otro galardón no convencional) por NJPW. El nombre del título cambia según el año, por ejemplo, la versión del año 2020 del título es llamada KOPW 2020. Se "reinicia" todos los años y el proceso se repite hasta que se corona un nuevo campeón.

## Historia
En el evento Sengoku Lord in Nagoya el 25 de julio de 2020, Kazuchika Okada se refirió a "un controvertido anuncio". El 28 de julio, durante una conferencia de prensa en Tokio, el chairman de NJPW, Naoki Sugabayashi, anunció la creación de un nuevo título siguiendo una idea de Okada; Luego, Okada procedió a presentar el título y su concepto, y también anunció KOPW 2021 para el año siguiente. Comparándolo con otros títulos de NJPW, Okada afirmó que KOPW "existe al borde de New Japan".

## Campeones
Nota: Esta lista seguirá la historia completa del título, incluidos los campeones provisionales. Sin embargo, solo el luchador que gana la defensa del título final del año es realmente reconocido como campeón.
| Colores | Colores             |
| ------- | ------------------- |
|         | Campeón provisional |
|         | Campeón oficial     |

### Lista de campeones
| N.º | Campeón        | Lucha                    | Lucha                                        | Lucha            | Estadísticas | Estadísticas | Estadísticas      | Notas y referencias |
| N.º | Campeón        | Fecha                    | Evento                                       | Ubicación        | Reinado      | Días         | Defensas exitosas | Notas y referencias |
| --- | -------------- | ------------------------ | -------------------------------------------- | ---------------- | ------------ | ------------ | ----------------- | --- |
| —   | Toru Yano      | 29 de agosto de 2020     | Summer Struggle in Jingu                     | Tokio, Japón     | —            | 116          | 2                 | Derrotó a Kazuchika Okada, El Desperado y Sanada en un Four-Way Match que sirvió como la final de un torneo de ocho luchadores para determinar al primer campeón provisional. |
| 1   | Toru Yano      | 23 de diciembre de 2020  | Road to Tokyo Dome                           | Tokio, Japón     | 1            | —            | —                 | Derrotó a Bad Luck Fale en un Bodyslam or No Corner Pads match para convertirse en el campeón KOPW 2020 oficial.                                                              |
| —   | Toru Yano      | 5 de enero de 2021       | Wrestle Kingdom 15 Día 2                     | Tokio, Japón     | —            | 201          | 2                 | Derrotó a Bad Luck Fale, Chase Owens y Bushi en un Four-Way Match para convertirse en el primer campeón provisional 2021.                                                     |
| —   | Chase Owens    | 25 de julio de 2021      | Wrestle Grand Slam in Tokyo Dome             | Tokio, Japón     | —            | 41           | 0                 | Ganó el campeonato en un New Japan Rumble with Handcuffs. |
| —   | Toru Yano      | 4 de septiembre de 2021  | Wrestle Grand Slam in MetLife Dome Día 1     | Saitama, Japón   | —            | 111          | 2                 | Ganó el campeonato en un No-DQ I Quit Match. |
| 2   | Toru Yano      | 24 de diciembre de 2021  | Road to Tokyo Dome                           | Tokio, Japón     | 2            | —            | —                 | Derrotó a Yoshinobu Kanemaru en un End of Year Party Rules match para convertirse en el campeón KOPW 2021 oficial.                                                            |
| —   | Minoru Suzuki  | 5 de enero de 2022       | Wrestle Kingdom 16 Día 2                     | Tokio, Japón     | —            | 46           | 0                 | Derrotó a Toru Yano, Chase Owens y CIMA en un Four-Way Match para convertirse en el primer campeón provisional 2022.                                                          |
| —   | Toru Yano      | 20 de febrero de 2022    | New Year's Golden Series                     | Sapporo, Japón   | —            | 48           | 0                 | Ganó el campeonato en un Dog Cage Match. |
| —   | Taichi         | 9 de abril de 2022       | Hyper Battle'22                              | Tokio, Japón     | —            | 16           | 0                 | Ganó el campeonato en un No-Rope Ring-Out Match. |
| —   | Shingo Takagi  | 25 de abril de 2022      | Golden Fight Series                          | Hiroshima, Japón | —            | 238          | 4                 | Ganó el campeonato en un 30 Count Rules Match. |
| 3   | Shingo Takagi  | 19 de diciembre de 2022  | JTO 50th Anniversary For TakaTaichi Together | Tokio, Japón     | 1            | —            | —                 | Derrotó a Taichi en un Last Man Standing Lumberjack Match para convertirse en el campeón KOPW 2022 oficial.                                                                   |
| —   | Shingo Takagi  | 5 de enero de 2023       | New Year Dash!!                              | Tokio, Japón     | —            | 114          | 2                 | Derrotó a Toru Yano, Great-O-Khan y Sho en un Four-Way Match para convertirse en el primer campeón provisional 2023.                                                          |
| —   | Taichi         | 29 de abril de 2023      | Wrestling Satsuma no Kuni                    | Kagoshima, Japón | —            | 148          | 0                 | Ganó el campeonato en un Takagi Triad Match. |
| —   | Sho            | 24 de septiembre de 2023 | Destruction in Kobe                          | Kobe, Japón      | —            | 54           | 0                 | Ganó el campeonato en un Seconds Handcuffed Match. |
| —   | Taichi         | 17 de noviembre de 2023  | New Japan Road                               | Yamagata, Japón  | —            | 34           | 1                 | [ 19 ] |
| 4   | Taichi         | 21 de diciembre de 2023  | Road to Tokyo Dome                           | Tokio, Japón     | 1            | —            | —                 | Derrotó a Yoshinobu Kanemaru en un Whiskey Bottle Ladder Match para convertirse en el campeón KOPW 2023 oficial.                                                              |
| —   | Taiji Ishimori | 5 de enero de 2024       | New Year Dash!!                              | Tokio, Japón     | —            | 15           | 0                 | Derrotó a Toru Yano, Great-O-Khan y Yoh en un Four-Way Match para convertirse en el primer campeón provisional 2024.                                                          |
| —   | Great-O-Khan   | 20 de enero de 2024      | The New Beginning in Nagoya                  | Nagoya, Japón    | —            | 98           | 1                 | Ganó el campeonato en un Ten Minute Ishimori Ring Fit Match. |
| —   | Yuya Uemura    | 27 de abril de 2024      | Road to Wrestling Dontaku                    | Hiroshima, Japón | —            | 43           | 0                 | Ganó el campeonato en un Rural Revitalization in Hamamatsu 2 out of 3 Falls Match.                                                                                            |
| —   | Great-O-Khan   | 9 de junio de 2024       | Dominion 6.9 in Osaka-jo Hall                | Osaka, Japón     | —            | 196          | 2                 | Ganó el campeonato en un Storm Catch Rules Match. |
| 5   | Great-O-Khan   | 22 de diciembre de 2024  | Road to Tokyo Dome                           | Tokio, Japón     | 1            | —            | —                 | Empató con Taichi en un 2-out-of-3 Falls Match y retuvo el título para convertirse en el campeón KOPW 2024 oficial.                                                           |
| —   | Retirado       | 22 de diciembre de 2024  | —                                            | —                | —            | —            | —                 | Retirado por el último campeón, Great-O-Khan. |

### Total de días con el título
La siguiente lista muestra el total de días que un luchador ha poseído el campeonato si se suman todos los reinados que posee.
| N.º | Campeón        | Reinados oficiales | Reinados provisionales | Núm. defensas | Total de días |
| --- | -------------- | ------------------ | ---------------------- | ------------- | ------------- |
| 1   | Toru Yano      | 2                  | 4                      | 6             | 476           |
| 2   | Shingo Takagi  | 1                  | 2                      | 5             | 352           |
| 3   | Great-O-Khan   | 1                  | 2                      | 3             | 294           |
| 4   | Taichi         | 1                  | 3                      | 1             | 198           |
| 5   | Sho            | 0                  | 1                      | 0             | 54            |
| 6   | Minoru Suzuki  | 0                  | 1                      | 0             | 46            |
| 7   | Yuya Uemura    | 0                  | 1                      | 0             | 43            |
| 8   | Chase Owens    | 0                  | 1                      | 0             | 41            |
| 9   | Taiji Ishimori | 0                  | 1                      | 0             | 15            |